# Anarhynchus
Anarhynchus – rodzaj ptaków z podrodziny sieweczek (Charadriinae) w obrębie rodziny sieweczkowatych (Charadriidae).

## Rozmieszczenie geograficzne
Rodzaj obejmuje gatunki występujące w Eurazji, Afryce (wraz z Madagaskarem i Wyspą Świętej Heleny), Ameryce, Australii i Oceanii.

## Morfologia
Długość ciała 12–28 cm, rozpiętość skrzydeł 27–61 cm; masa ciała 19–179 g.    

## Systematyka
Rodzaj zdefiniowała w 1830 roku francuska para zoologów Jean René Constant Quoy i Joseph Paul Gaimard w dziale dotyczącym zoologii w publikacji pod redakcją Dumonta d’Urville’a traktującej o rejsie korwety Astrolabe w latach 1826–1829. Gatunkiem typowym jest (oznaczenie monotypowe) skrętodziób (A. frontalis).

### Etymologia
- Pipus: łac. pipare ‘ćwierkać’[16]. Gatunek typowy (oznaczenie monotypowe): Charadrius heteroclitus A.A.H. Lichtenstein, 1793 (nomen dubium).
- Anarhynchus: gr. ανα- ana- ‘wstecz, w tył’; ῥυγχος rhunkhos ‘dziób’[17].
- Eupoda: gr. ευπους eupous, ευποδος eupodos ‘szybkonogi’, od ευ eu ‘doskonałość’; πους pous, ποδος podos ‘stopa’[18]. Gatunek typowy (oznaczenie monotypowe): Charadrius asiaticus Pallas, 1773.
- Ochthodromus: gr. οχθος okhthos ‘brzeg’; -δρομος -dromos ‘biegacz’, od τρεχω trekhō ‘biegać’[19]. Gatunek typowy (oryginalne oznaczenie): Charadrius wilsonia Ord, 1814.
- Leucopolius: epitet gatunkowy Charadrius leucopolius Wagler, 1827; gr. λευκος leukos ‘biały’; πολιος polios ‘szary’[20]. Gatunek typowy (tautonimia): Charadrius leucopolius Wagler, 1827 (= Charadrius marginatus Vieillot, 1818).
- Cirrepidesmus: epitet gatunkowy Charadrius cirrhepidesmos Wagler, 1827[21]; gr. κιρρος kirrhos ‘opalony’; επιδεσμος epidesmos ‘opaska na oczy’[22]. Gatunek typowy (tautonimia): Charadrius pyrrhothorax Temminck, 1840 (= Charadrius cirrhepidesmos Wagler, 1827), (= Charadrius atrifrons Wagler, 1829).
- Pluviorhynchus: rodzaj Pluvialis Brisson, 1760 (siewka) (por. fr. Pluvier „siewka”); gr. ῥυγχος rhunkhos ‘dziób’[23]. Gatunek typowy (późniejsze oznaczenie): Charadrius obscurus J.F. Gmelin, 1789[24].
- Aegialophilus: gr. αιγιαλος aigialos ‘plaża, wybrzęże’; φιλος philos ‘miłośnik’[25]. Gatunek typowy (oryginalne oznaczenie): Charadrius canitanus Latham, 1801 (= Charadrius alexandrinus Linnaeus, 1758).
- Podasocys: gr. ποδας οκυς podas okus ‘o szybkich stopach’ (epitet bohatera Achillesa), od πους pous, ποδος podos ‘stopa’; ωκυς ōkus ‘szybki’[26]. Gatunek typowy (oryginalne oznaczenie): Charadrius montanus J.K. Townsend, 1837.
- Hyetoceryx: gr. ὑετος huetos ‘deszcz’; κηρυξ kērux, κηρυκος kērukos ‘herald’[27].
- Pagolla: zdrobnienie nazwy rodzaju Pagoa Mathews, 1913[28]. Gatunek typowy: Charadrius wilsonia Ord, 1814.
- Eupodella: zdrobnienie nazwy rodzaju Eupoda Brandt, 1845[29].
- Pagoa: autor nie wyjaśnił pochodzenia nazwy rodzajowej[30]. Gatunek typowy (oryginalne oznaczenie): Charadrius geoffroyi Wagler, 1827 (= Charadrius leschenaultii Lesson, 1826).
- Pernettyva: Antoine-Joseph Pernety (1716–1801), francuski ksiądz, botanik, kronikarz, pionier osadnictwa na Falklandach[31]. Gatunek typowy (oryginalne oznaczenie): Charadrius falklandicus Latham, 1790.
- Helenaegialus: Wyspa Świętej Heleny; rodzaj Aegialeus Reichenbach, 1853[32]. Gatunek typowy (oryginalne oznaczenie): Aegialitis sanctaehelenae Harting, 1873.
- Nesoceryx: gr. νησος nēsos ‘wyspa’ (tj. Nowa Zelandia); κηρυξ kērux, κηρυκος kērukos ‘herold’[33]. Gatunek typowy (oryginalne oznaczenie): Charadrius bicinctus Jardine & Selby, 1827.
- Afraegialis: łac. Afer, Afra ‘Afrykanin’, od Africa ‘Afryka’; rodzaj Aegialeus Reichenbach, 1853[34]. Gatunek typowy (oznaczenie monotypowe): Charadrius venustus Fischer & Reichenow, 1884.
- Neocharadrius: gr. νεος neos ‘nowy’ (tj. „neotropikalny”); rodzaj Charadrius Linnaeus, 1758[35]. Gatunek typowy (oryginalne oznaczenie): Charadrius falklandicus Latham, 1790.

### Podział systematyczny
Do rodzaju należą następujące gatunki:

- Anarhynchus atrifrons (Wagler, 1829) – sieweczka tybetańska
- Anarhynchus mongolus (Pallas, 1776) – sieweczka syberyjska
- Anarhynchus leschenaultii (Lesson, 1826) – sieweczka pustynna
- Anarhynchus asiaticus (Pallas, 1773) – sieweczka długonoga
- Anarhynchus veredus (Gould, 1848) – sieweczka stepowa
- Anarhynchus frontalis Quoy & Gaimard, 1830 – skrętodziób
- Anarhynchus bicinctus (Jardine & Selby, 1827) – sieweczka ozdobna
- Anarhynchus obscurus (J.F. Gmelin, 1789) – sieweczka nowozelandzka
- Anarhynchus ruficapillus (Temminck, 1821) – sieweczka rdzawogłowa
- Anarhynchus nivosus (Cassin, 1858) – sieweczka jasna
- Anarhynchus pallidus (Strickland, 1853) – sieweczka przylądkowa
- Anarhynchus marginatus (Vieillot, 1818) – sieweczka białoczelna
- Anarhynchus peronii (Schlegel, 1865) – sieweczka sundajska
- Anarhynchus alexandrinus (Linnaeus, 1758) – sieweczka morska
- Anarhynchus javanicus (Chasen, 1938) – sieweczka jawajska
- Anarhynchus thoracicus (Richmond, 1896) – sieweczka madagaskarska
- Anarhynchus pecuarius (Temminck, 1823) – sieweczka piaskowa
- Anarhynchus sanctaehelenae (Harting, 1873) – sieweczka atlantycka
- Anarhynchus montanus (J.K. Townsend, 1837) – sieweczka preriowa
- Anarhynchus alticola (von Berlepsch & Stolzmann, 1902) – sieweczka andyjska
- Anarhynchus falklandicus (Latham, 1790) – sieweczka patagońska
- Anarhynchus wilsonia (Ord, 1814) – sieweczka grubodzioba
- Anarhynchus collaris (Vieillot, 1818) – sieweczka płowa